# Rafa Calduch
Rafael Muñoz Calduch (Rafa Calduch)  (n. Villar del Arzobispo, Valencia, España; 1943) pintor contemporáneo español.

## Trayectoria
Fue fundador del Grupo Bulto junto a Uiso Alemany, Constante Gil y otros artistas que enriquecían sus trabajos dotándolos de sentido social en la Valencia de la transición.
Actualmente es Catedrático emérito en la Facultad de Bellas Artes de San Carlos (Universidad Politécnica de Valencia) donde imparte docencia, sobre procedimientos gráficos, en el máster de Producción Artística.
Desde 1966 ha realizado numerosas exposiciones de importancia tanto colectivas como individuales, dentro y fuera de España.
Su actividad artística y académica continúa siendo muy relevante en la actualidad, desarrollando innovadores proyectos expositivos por todo el mundo. Su obra ha evolucionado hacia un informalismo minimalista, mostrando la esencia de la materia y el color. 

## Biografía
Rafael Muñoz Calduch (Rafa Calduch) nació en Villar del Arzobispo (Valencia) en 1943. Fue allí donde comenzó su trayectoria artística al observar a pintores al aire libre que acudían a pintar a su pueblo.
Su interés fue creciendo hasta llegar a la facultad donde se licenció en Bellas Artes por la Universidad Politécnica de Valencia.
En 1979 comenzó su trabajo en la cátedra de Dibujo del Natural y tres años después en 1981 como responsable directo del Departamento de Dibujo de la asignatura Taller de Procedimientos Gráficos de Expresión.
Su trayectoria profesional le ha llevado a convertirse en uno de los pintores más importantes del informalismo minimalistas contemporáneos de la Comunidad Valenciana, además de tener un reconocimiento internacional.
En la actualidad comparte su trabajo artístico con la docencia en la Facultad de Bellas Artes de San Carlos de Valencia, donde es responsable de la asignatura “Taller de procedimientos gráficos de expresión”, además de impartir otros cursos y seminarios en la misma universidad, o como profesor invitado dentro y fuera de España.
Fue uno de los fundadores del Grupo Bulto compuesto por veinte pintores que coincidían en sus afanes renovadores en lo estético y su ideología progresista, enriqueciendo sus trabajos dotándolos de sentido social en la Valencia de la transición.
Desde 1966 ha realizado numerosas exposiciones, tanto colectivas como individuales, dentro y fuera de España. Ha sido requerido para jurado y ha participado en numerosos tribunales académicos.

## Estilo
El estilo de Rafa Calduch ha ido evolucionando con los años, desde una estética con marcados referentes figurativos a la perdida casi total del referente.
Rafa Calduch comenzó su trayectoria artística desde muy joven, cuando a la edad de 8 años comenzó a ayudar a un pintor “dominguero” que acudía a pintar a su pueblo. Con el paso del tiempo sus intereses fueron cambiando y comenzó sus estudios en la facultad de Bellas Artes, donde las influencias fueron cambiando su forma de ver el mundo que le rodeaba.
“Desde sus primeras series, de marcados referentes figurativos (sean simbólicos o reales) Vietnam (1968), El descanso del guerrero (1973), Interior (1974), Camisetas colgadas (1976), Chimeneas (1977), Desde la ventana (1981), Tensiones (1983), A Leonardo y a Marino Marini (1986), Puentes y ríos (1987), Finisecular (1989), La trampa y el tigre (1990), hacia series cada vez más despojadas de elementos plásticos e iconográficos, Espacios (1991), Escrituras del límite (1994), Del silencio a la voz (1998), La presencia y la ausencia (1998), hasta llegar a las más recientes El retablo vacío (1999), A través de las sombras (2005), Campos simbólicos (2008) en las que ha prescindido prácticamente de todo referente, hasta el punto de plasmar, al límite, la desnudez formal de la obra como sucede en la exposición, Desde la orilla.”
Sus espacios pictóricos son monumentales, grandiosos y envolventes, pero al mismo tiempo transmiten una “inmensidad íntima”, esa pintura abstracta y sumamente despojada. Realiza espacios, nos regala una zona en la que la mirada descubre el placer estético de lo esencial. Ha buscado lo que llamaría el lujo espacial y cromático, la sensación de infinitud, lo sublime antisublimatorio.
Su evolución le ha llevado a situarse, con rigor y honestidad, en el desarrollo de una abstracción de tono lírico, que recoge la herencia moderna de la abstracción, el gestualismo y la pintura matérica desde una perspectiva personal, siendo ajeno a las modas pasajeras que parecían obligar a someter todo a la hibridación, ha confiado en el proceso abstracto para generar lienzos y papeles de una intensidad incuestionable.

“Estos poemas pintados de Calduch, como los buenos cuadros escritos, condensan en sus mínimos elementos una enorme potencia evocadora que invade esos inmensos espacios simbólicos que pueblan nuestra imaginario”

Dos conceptos de la abstracción aparentemente contrapuestos que encuentran en él su unidad, el primero emotivo y de carácter expresionista, y el segundo analítico, minimizando formal y cromáticamente la realidad para trascenderla. Realiza una particular minimalización que es manifiesta en su recurso a la serialización o a la forma reticulada.
Así pues, el proceso de abstracción y las calidades pictóricas respectivas son así las dos grandes vías donde Rafael Calduch descarga su creciente apelación a conseguir efectos poéticos en la percepción de sus propuestas.

## Técnica
La técnica utilizada por Calduch ha evolucionado junto a él. Ha utilizado técnicas diferentes como el óleo, el grabado, el temple sobre tabla o el acrílico, aunque nunca ha dejado de investigar con otros procedimientos gráficos sobre papel logrando una amplia gama de posibilidades. También es destacable el interés mostrado por los procedimientos tecnológicos como la Electrografía y el Fax/Art.
Su lugar de origen, la comarca valenciana de los Serranos, y de ella sus arcillas, las canteras y los campos agrícolas han influido en el trabajo artístico, teniendo como clave al proceso creador del trabajo humano en transformación de la tierra, cuya valoración y defensa han constituido una de las constantes éticas de la trayectoria humanística y artística de Calduch.

“Calduch no sólo reproduce en su obra los tonos arcillosos de su tierra, sino que produce con la misma tierra, experimentando con el caolín de sus minas, su ejecución es el resultado de superposiciones sucesivas de pinceladas y colores, de cultivos cromáticos, en un proceso de rotación y cambios que confiere al conjunto una notable riqueza casi caleidoscópica y una gran sutileza poética. Pincelada sobre pincelada, color sobre color… y de nuevo, una vez mordiente el anterior… pincelada de color sobre color, firme y contenida, buscando el color que guarda en la retina”

Los materiales utilizados por Calduch tienen que ver con la técnica utilizada más habitualmente el lavado acrílico, que consiste en la aplicación de pintura acrílica y su posterior retirada a través de agua. Trabaja con pigmentos naturales que mezcla a su gusto con látex, gracias a ello logra la sedimentación, el rastro de la pintura de una forma más natural. Sus amplios campos cromáticos se convierten en algo más que una superficie de color, deja un sedimento, una huella del trabajo realizado anteriormente. Se convierte en un plano de color lleno de matices que te hacen acercarte al trabajo y observarlo con mayor detalle. Deja de lado el gestualismo para confiar en la sedimentación de la pintura. Llega hasta los límites del cuadro y los sobrepasa buscando realizar una pintura absoluta.
El proceso de abstracción y las calidades pictóricas respectivas son así las dos grandes vías donde Rafael Calduch descarga su creciente apelación a conseguir efectos poéticos en la percepción de sus propuestas.
Convierte el soporte en un elemento más enriquecedor de la obra, en este sentido ha desarrollado un conjunto de experiencias a partir de la pasta de papel. Collage de papeles superpuestos, la superficie se convierte en volumen, consecuencia del tratamiento del papel, sobre el papel en ocasiones otros tratamientos como pigmentos y óxidos, elementos experimentales que enriquecen su obra.
Utiliza diversos tamaños y formatos para articular la composición total. Formato grande, superior en escala al cuadro “habitual”, aunque también dípticos y polípticos, los cuales combina con gran maestría. Las grandes dimensiones que adquieren sus cuadros hacen que el propio espectador se acabe encontrando situado dentro del cuadro. Tiende al formato cuadrado, lo cual dota a sus obras de más estabilidad, orden o seguridad en el espacio.

## Distinciones
Durante su trayectoria ha recibido diferentes distinciones e invitaciones para participar en convenciones, charlas y la impartición de cursos.
Ha impartido seminarios y cursos, en centros de estudios artísticos como el Instituto Superior de Arte de la Habana (Cuba), en el Imadate Fukui-Ken (Japón), en la Facultad de Artes de la Universidad de Chile. Desde 1983 ha realizado en diferentes centros culturales una labor divulgativa con conferencias y debates.
Ahora se ve reconocida su labor pedagógica y profesional en su propio pueblo natal con la apertura de esta Sala, que alberga a partir del 19 de julio de 2008, muestras de artistas contemporáneos de reconocía talla creadora.

## Exposiciones
- PINTURA Bienal Internacional de Ibiza 01/08/66 - 30/09/66
- CINCO ARTISTAS VALENCIANOS Ateneo Mercantil de Valencia 03/04/67 - 02/05/67
- VIETNAM Galería Helia 01/08/68 - 31/08/68
- 'VIETNAM Galería Hoyos 01/10/68 - 28/10/68
- SECANOS Círculo de Bellas Artes de Valencia 01/11/68 - 01/12/68
- SALÓN DE OTOÑO Sala de Exposiciones. Ayuntamiento de Valencia 15/10/69 - 30/11/69
- PREMIO SENYERA Sala de Exposiciones. Ayuntamiento de Valencia 06/03/70 - 08/04/70
- PINTURA Bienal de Zaragoza 05/03/71 - 10/06/71
- PINTURA Exposición Nacional, Bilbao 04/10/71 - 15/12/71
- PINTORES DEL MEDITERRANEO Sala de Exposiciones. Ayuntamiento de Valencia 05/03/72 - 28/04/72
- DOS ALEMANES Y UN ESPAÑOL Frankfurt. Alemania 04/11/72 - 10/12/72
- SECANOS Casa de Cultura de Albacete 20/11/72 - 20/12/72
- EXPOSICIÓN NACIONAL DE VILLENA Casa de la cultura de Villena. Alicante Exposición Colectiva 10/12/72 - 08/01/73
- DIPUTACIÓN DE VALENCIA Diputación de Valencia 15/12/72 - 15/01/73
- SECANOS Galería Ambolo de Javea 01/06/73 - 15/07/73
- DESCANSO DEL GUERRERO Galería Val i 30. Valencia. 01/10/73 - 01/11/73
- DESCANSO DEL GUERRERO Galería Juana de Aizpuru. Sevilla 20/11/73 - 10/12/73
- SERIE INTERIOR Galería Val i 30. Valencia. 01/05/74 - 01/04/74
- SALÓN INTERNACIONAL DE ARTE JOVEN Ayuntamiento de Granollers. Barcelona. 02/05/74 - 06/06/74
- INTERIOR Galería Sen. Madrid 1/10/74 - 01/11/74
- CAMISETAS COLGADAS Galería Canem. Castelló 01/03/75 - 02/03/75
- 75 AÑOS DE PINTURA VALENCIANA Galería Punto. Valencia 05/06/76 - 28/06/76
- CAMISETAS COLGADAS Galería Montgo de Denia 15/07/76 - 10/08/76
- CAMISETAS COLGADAS Galería Popular de Albacete 10/10/76 - 10/11/76
- AMNISTY INTERNACIONAL Sala de Exposiciones de la Universidad de Valencia 03/05/80 - 05/06/80
- AMNISTY INTERNACIONAL Museo de Arte Moderno. Madrid 19/06/80 - 20/07/80
- 30 ARTISTAS VALENCIANOS Sala de Exposiciones. Ayuntamiento de Valencia 09/01/82 - 10/02/82
- 30 ARTISTAS VALENCIANOS Galería Comunale D’ Arte Moderna e Contemporánea. Roma. Italia 08/06/82 - 05/07/82
- COLECCIÓN PINACOTECA DEL AYUNTAMIENTO DE VALENCIA Sala de Exposiciones. Ayuntamiento de Valencia 04/09/82 - 25/09/82
- 30 ARTISTAS VALENCIANOS Sala ex Fienile. Castel Sant Pietro di Terme. Bolonia. Italia 05/11/82 - 06/12/82
- 30 ARTISTAS VALENCIANOS Sala ex Fienile. Castel Sant Pietro di Terme. Bolonia. Italia 05/12/82 - 12/01/83
- TENSIONES Galería Val i 30. Valencia. 01/02/83 - 25/02/83
- CAMISETAS Sala Parpalló 23/05/84 - 05/07/84
- A LEONARDO Y A MARINO MARINI Galería Karin Lorente Barcelona 10/05/85 - 10/06/85
- A LEONARDO Y A MARINO MARINI Galería Karin Lorente, Bruselas 10/01/86 - 20/02/86
- PLASTICA VALENCIANA CONTEMPORANEA Lonja de Valencia 02/02/86 - 10/03/86
- PLASTICA VALENCIANA CONTEMPORANEA Diputación de Castellón 15/03/86 - 05/04/86
- PLASTICA VALENCIANA CONTEMPORANEA Centro Cultural de la Villa de Madrid 04/05/86 - 30/05/86
- PLASTICA VALENCIANA CONTEMPORANEA Diputación de Alicante 10/10/86 - 10/11/86
- PUENTES Y RIOS Sala de Exposiciones. Ayuntamiento de Valencia 1/06/87 - 01/07/87
- OBRA GRAFICA DE ARTISTAS VALENCIANOS Ciudades Alemanas Hermanadas 10/01/88 - 20/06/88
- PUENTES Y RIOS Galería Lucas. Gandía. Valencia 02/02/88 - 25/02/88
- PUENTES Y RIOS Galería Lucas Espai, Valencia 11/11/88 - 12/12/88
- FONDOS DE BANCAJA Centro Cultural de la Fundación Bancaja / Bancaixa de Valencia 03/02/89 - 03/03/89
- FINISECULAR Centro Cultural de Mislata. Valencia 25/08/89 - 30/09/89
- ESPACIOS Fundación Wilfredo Lam, La Habana. Cuba 05/05/90 - 06/06/90
- INSTALACIÓN PLUMBALGINA Y REFLEJO LUZ Ayuntamiento de Sain Gilles, Bruselas. Bélgica 01/03/91 - 05/04/91
- ESPACIOS Centro Walon de Arte Contemporáneo, Lieja. Bélgica 04/03/91 - 06/04/91
- VARIACIONES EN GRIS Centro Cultural de la Villa de Madrid 11/05/92 - 07/06/92
- ESPACIOS Galería 6 de febrero, Valencia 01/10/92 - 25/10/92
- INTERARTE 92 Feria de Valencia. FMI 11/11/92 - 21/11/92
- VILL’ ART Sala Municipal Ateneo Cultural del Villar del Arzobispo. Valencia 01/08/93 - 01/09/93
- Comisario ENCUENTROS EN EL ZÓCALO Sala Luis Ishizawa. U.N.A.M. México 22/11/93 - 14/12/93
- ENCUENTROS EN EL ZÓCALO Sala de Exposiciones de la UPV 01/12/93 - 28/12/93
- ESCRITURAS DEL LIMITE Fundación Arte y Tecnología. Telefónica. Madrid 01/02/94 - 26/02/94
- GALERIA VAL I 30 ARCO. IFEMA. Madrid 12/02/94 - 20/02/94
- ENTER THE ELECTRONIC RIVER McMinnville, Oregon. EE.UU. 5/06/94 - 12/09/94
- FONS D’ART CONTEMPORANI UPV IVAM. Centre del Carme. Valencia 16/01/95 - 30/01/95
- ESCRITURA DEL LIMITE Centre D’ Art Contemporani Alba Cabrera. Valencia 02/02/95 - 27/02/95
- OBRA SOBRE PAPEL Imadate Art Hall.Imadate, Fukui-Ken, Japón 25/05/96 - 15/04/96
- INTERARTE 96 Feria internacional de arte. Valencia 16/10/96 - 20/10/96
- HETEROGENEA Centro Cultural Español. Miami. EE.UU. 20/01/97 - 16/02/97
- PRESENCIA Y AUSENCIA Galería Lekune, Pamplona 05/04/97 - 30/04/97
- OTROS ENFOQUES Palau de la Música de València 20/04/97 - 20/05/97
- HETEROGENEA Museo de Bellas Artes de Querétaro. México 17/07/97 - 31/08/97
- HETEROGENEA Diputación de Alicante 17/07/97 - 31/08/97
- HETEROGENEA Reales Atarazanas. Valencia 3/09/97 - 30/09/97
- HIROSIMA, MENSAJE ENTRE LOS PUEBLOS Museo de Bellas Artes San Pio V. Valencia 01/03/98 - 29/03/98
- DEL SILENCIO A LA VOZ Centre Culturale Caves du Palais des Éveques Saint. Lizien Ariège. Francia 01/04/98 - 31/07/98
- UNICEF Ibercaja. Valencia 03/05/98 - 29/05/98
- SOLIDARIS AJUDA A SIERRA LEONE 27/05/98 - 15/06/98
- AMNISTY INTERNATIONAL Palau de la Música de València 05/05/99 - 05/06/99
- PAPELES PINTADOS Fundación Eberhard Schlotter. Altea. Alicante 02/07/99 - 31/07/99
- EL RETABLO VACÍO Museo de Bellas Artes San Pio V. Valencia 22/09/99 - 30/10/99
- JUGUETES PARA ÍCARO. Abanicos de Dos Mares Museo Nacional de Cerámica y Artes Suntuarias González Martí. Valencia 28/06/00 -28/07/00
- Fondos Fundación MARTINEZ GUERRICABEITÍA Sala de Exposiciones de la Universidad de Valencia 03/11/00 - 05/12/00
- EL RETABLO VACÍO Museo de Arte Moderno, Santo Domingo. Rep. Dominicana 13/11/00 - 31/12/00
- EL RETABLO VACIO' Teatro Rubén Dario, Managua. Nicaragua 15/01/01 - 30/03/01
- LAVADOS Facultad de Artes. Universidad de Chile. Santiago de Chile 23/04/01 - 20/05/01
- LAVADOS Museo de Arte Contemporáneo. Santiago de Chile 28/04/01 - 15/06/01
- 32 ARTISTAS, UNA CAUSA. 32 X 1 Palacio de Colomina. Fundación CEU San Pablo. Valencia 20/05/02 - 25/05/02
- CALDUCH, LAVADOS SOBRE PAPEL Galería Kessler-Battaglia – Valencia 08/04/03 - 08/05/03
- Instalación Pictórica en L’ART DANS LES CHAPELLES Chapelle Saint-Fiacre, Melrand. 06/07/03 - 26/09/03
- ENCUENTROS Exposición Colectiva. Xochimilco (México), Boulder (EE.UU.), Valencia (España) Escuela Nacional de Artes Plásticas. Xochimilco. México Museum of Art Comtemporany Colorado. EE.UU. Sala Josep Renau, Facultad BB.AA. de Valencia. 17/05/04 -21/11/05
- ARTISTAS DE LA COMUNIDAD VALENCIANA Círculo de Bellas Artes de Valencia 31/05/05 - 30/06/05
- DE LA LÍNEA A LA MATERIA Castillo de Buñol 03/04/05 - 26/05/05
- DEL FIX AL MÓVIL Fundación Martínez Guerricabeitia. Universidad de Valencia. 05/06/05 - 15/09/05
- CALDUCH EN ALMERÍA Universidad de Almería 10/09/05 - 10/10/05
- A TRAVÉS DE LAS SOMBRAS Museo de Arte de Sinaloa. México 21/09/05 - 30/10/05
- ARTISTAS AMERICANOS Y ESPAÑOLES Sala Josep Renau, Facultad BB.AA. de Valencia. 20/05/06 - 20/06/06 Museum of Art de Orlando. EE.UU. 10/11/06 al 12/01/07
- MÚLTIPLES VISIONES DEL GRABADO Galería de Arte Kessler-Battaglia. Valencia 20/12/07 - 12/01/08
- CAMPOS SIMBÓLICOS Fundación Modest Cuixart, Barcelona 24/01/08 - 20/02/08
- CALDUCH 2008 Sala de Exposiciones Pintor Rafael Calduch. Villar del Arzobispo, Valencia 19/07/08 - 19/09/08
- A MARGEM NA MARGEM Museu da Horta, Açores. Portugal 08/02/10 - 27/03/10
- EN LA ORILLA Fundación Frax, L’Alfàs del Pi. Alicante 10/03/10 - 27/05/10
- DESPUÉS DE LA MIRADA , IVAM, Valencia. 23/10/2014 11/01/2015

## Catálogos
- COLECCIÓN BBV Producción artística: Secanos Fecha: 11/11/68
- DESCANSO DEL GUERRERO, CATÁLOGO Fecha: 03/03/73
- FUNDACIÓN MARTINEZ GUERRICABEITIA Producción artística: descanso del guerrero Fecha: 20/11/73
- INTERIOR, CATÁLOGO Fecha: 05/05/74
- CAMISETAS COLGADAS, CATÁLOGO Fecha: 03/03/75
- Fondos de la Fundación Cultural BANCAJA Producción artística: serie interior Fecha: 03/03/77
- FONDOS AYUNTAMIENTO DE BUÑOL Producción artística: puentes y ríos Fecha: 01/06/87
- CATÁLOGO (ISSN V-1594-1987) Producción artística: puentes y ríos museo de elche Fecha: 06/06/87
- MUSEO DE ARTE CONTEMPORÁNEO DE VILLAFAMÉS Producción artística: puentes y ríos Fecha: 10/10/87
- CALDUCH, CATÁLOGO Producción artística: puentes y ríos Fecha: 04/04/88
- COLECCIÓN CARLOS PASCUAL Producción artística: puentes y ríos Fecha: 11/11/88
- CATÁLOGO FINISECULAR. CENTRO CULTURAL DE MISLATA Fecha: 25/08/89
- COLECCIÓN RAFAEL GÓMEZ FERRER Producción artística: espacios Fecha: 05/05/90
- INSTITUTO SUPERIOR DE ARTE MODERNO DE LA HABANA Producción artística: espacios Fecha: 05/05/90
- CALDUCH PINTURAS (ISBN 84-7721-118-3) Producción artística: espacios Fecha: 05/05/90
- MUSEO SALVADOR ALLENDE Producción artística: espacios Fecha: 05/05/90
- PINACOTECA DE LA UPV Producción artística: espacios Fecha: 10/10/91
- CATÁLOGO RAFA CALDUCH Producción artística: espacios Fecha: 11/11/91
- RAFA CALDUCH, CATÁLOGO Producción artística: instalación Fecha: 11/11/91
- FONDOS DE ARTE UNIVERSIDAD NACIONAL DE MEXICO Producción artística: espacios Fecha: 10/10/92
- CATÁLOGO, ENCUENTROS EN EL ZOCALO (UNAM, México) Fecha: 01/12/93
- ESCRITURAS DEL LÍMITE (ISBN 84-604-8223-5) Fecha: 12/12/93
- COLECCIÓN FUNDACIÓN ARTE Y TECNOLOGÍA Producción artística: escrituras del límite Fecha: 12/02/94
- FONDOS IVAM Producción artística: espacios Fecha: 10/10/95
- PALACIO DE LAS CORTES VALENCIANAS Producción artística: espacios Fecha: 05/04/96
- MUSEO IMADATE Producción artística: obra sobre papel Fecha: 05/05/96
- LA PRESENCIA Y LA AUSENCIA (ISBN 84-7721-465-4) Fecha: 04/04/97
- DEL SILENCIO A LA VOZ (ISBN 84-482-1828-0) Fecha: 05/05/98
- FONDOS UNIVERSIDAD DE CHILE Producción artística: lavados Fecha: 28/04/99
- PAPELES PINTADOS, CATÁLOGO Fecha: 07/07/99
- EL RETABLO VACÍO (ISBN 84-482-2255-5) Fecha: 09/09/99
- COLECCIÓN CENTRO CULTURAL ESPAÑOL Producción artística: el retablo vacío Fecha: 12/12/99
- FONDOS ATENEO CULTURAL DOMINICANO Producción artística: el retablo vacío Fecha: 12/12/99
- FONDOS MUSEO DE ARTE MODERNO Producción artística: el retablo vacío Fecha: 12/12/99
- LAVADOS, CATÁLOGO Fecha: 04/04/01
- COLECCIÓN FUNDACIÓN BANCO BILBAO-VIZCAIA ARGENTARIA Producción artística: lavados Fecha: 23/04/01
- FONDOS MUSEO DE ARTE CONTEMPORANEO Producción artística: lavados Fecha: 23/04/01
- L’ART DANS LES CHAPELLES, ART CONTEMPORAIN ET PATRIMOINE RELIGIEUX. Producción artística: instalación Fecha: 06/07/03
- PICTORICA EN L’ART DANS LES CHAPELLES CALDUCH, A TRAVÉS DE LAS SOMBRAS (ISBN 968-5442) Fecha: 16/09/05
- CALDUCH, CAMPOS SIMBÓLICOS, CATÁLOGO Fecha: 24/01/08
- KESSLER-BATTAGLIA (ISBN 978-84-691-3497-9) Producción artística: campos simbólicos Fecha: 15/05/08
- CALDUCH 2008 Producción artística: campos simbólicos Fecha: 19/07/08
- CALDUCH, A MARGEM NA MARGEM Producción artística: desde la orilla Fecha: 08/02/10
- CALDUCH, EN LA ORILLA (ISBN 978-84-482-5410-0) Fecha 10/3/10

### Catálogos colectivos
- 30 ARTISTAS VALENCIANOS, CATÁLOGO COLECTIVO Fecha: 10/11/81
- VALENCIANOS PINACOTECA DEL AYUNTAMIENTO DE VALENCIA Fecha: 08/08/83
- CONTEMPORÁNEA, CATÁLOGO COLECTIVO Fecha: 02/02/86
- PLUMBALGINA Y REFLEJO LUZ VARIACIONES EN GRIS, CATÁLOGO COLECTIVO Fecha: 05/05/92
- VILL’ART, CATÁLOGO COLECTIVO Producción artística: espacios Fecha: 08/08/93
- ART CAMP 96, CATÁLOGO COLECTIVO Producción artística: obra sobre papel Fecha: 01/10/96